# Juha Alm
Juha Henri Alm (* 2. Mai 1969 in Rovaniemi) ist ein ehemaliger finnischer Skilangläufer.

## Werdegang
Alm, der für den Yläkemijoen Urheilijat startete, lief im Januar 1995 in Lahti erstmals im Weltcup und belegte dabei den 70. Platz über 15 km Freistil. Im Januar 1998 holte er in Kawgolowo mit dem 28. Platz über 30 km Freistil seine einzigen Weltcuppunkte. Bei seiner einzigen Olympiateilnahme im Februar 1998 in Nagano errang er den 54. Platz über 50 km Freistil. Sein 12. und damit letztes Weltcupeinzelrennen absolvierte er im März 1999 in Lahti, das er auf dem 69. Platz über 15 km klassisch beendete.